# Équipe du Brésil de futsal AMF
 (avril 2022).
Si vous disposez d'ouvrages ou d'articles de référence ou si vous connaissez des sites web de qualité traitant du thème abordé ici, merci de compléter l'article en donnant les références utiles à sa vérifiabilité et en les liant à la section « Notes et références ».
Pour la sélection affiliée à la FIFA, voir Équipe du Brésil de futsal FIFA.
L'équipe du Brésil de futsal AMF (en portugais : Seleção Brasileira de Futsal) est la sélection de joueurs brésiliens représentant le pays lors des compétitions internationales de futsal masculin, sous l'égide de l'Association mondiale de futsal.

## Palmarès

### Titres et trophées
La Seleção de futsal est comme toutes ses homologues, l'une des meilleures équipes du monde avec l'un des plus gros palmarès. Elle a remporté deux fois le Championnat du monde FIFUSA et à neuf reprises la Copa América de futsal (FIFUSA).
- Championnat du monde FIFUSA (2)
  - Champion : 1982[1] et 1985
- Copa América FIFUSA (9)
  - Vainqueur : 1969, 1971, 1973, 1975, 1976, 1977, 1979, 1983, 1989
- Championnat panaméricain de la FIFUSA (2)
  - Vainqueur : 1980 et 1984
  - 4e place : 1996

### Parcours en compétition internationale

#### Championnat du monde FIFUSA-AMF
| Édition | Tour             | Position         | MJ               | V                | N                | D                | Bp               | Bc               |
| ------- | ---------------- | ---------------- | ---------------- | ---------------- | ---------------- | ---------------- | ---------------- | ---------------- |
| 1982    | Vainqueur        | 1er              | 6                | 6                | 0                | 0                | 33               | 3                |
| 1985    | Vainqueur        | 1er              | 6                | 6                | 0                | 0                | 48               | 2                |
| 1988    | Finale           | 2e               | 8                | 7                | 1                | 0                | 75               | 8                |
| 1991    | 3e               | 3e               | 9                | 6                | 0                | 3                | 36               | 18               |
| 1994    | Petite finale    | 4e               | 9                | 5                | 3                | 1                | 35               | 13               |
| 1997    | 3e               | 3e               | 8                | 6                | 1                | 1                | 26               | 14               |
| 2000    | Quart de finale  | 8e               | 6                | 3                | 1                | 2                | 51               | 15               |
| 2003    | Second tour      | 6e               | 4                | 2                | 1                | 1                | 18               | 6                |
| 2007    | ne participe pas | ne participe pas | ne participe pas | ne participe pas | ne participe pas | ne participe pas | ne participe pas | ne participe pas |
| 2011    | Phase de groupe  | 9e               | 3                | 1                | 1                | 1                | 13               | 13               |
| 2015    | Phase de groupe  | 10e              | 3                | 1                | 0                | 2                | 7                | 5                |
| 2019    | Finale           | 2e               | –                | –                | –                | –                | –                | –                |
| Total   | 11/12            | 2 titres         | 62               | 43               | 8                | 11               | 342              | 97               |

#### Championnat d'Amérique du Sud
- 1965 –  2e place
- 1969 –  Vainqueur
- 1971 –  Vainqueur (hôte)
- 1973 –  Vainqueur
- 1975 –  Vainqueur
- 1976 –  Vainqueur
- 1977 –  Vainqueur (hôte)
- 1979 –  Vainqueur
- 1983 –  Vainqueur
- 1986 –  Vainqueur
- 1989 –  Vainqueur (hôte)

#### Championnat panaméricain
- 1980 –  Vainqueur
- 1984 –  Vainqueur (hôte)
- 1990 – ne participe pas
- 1993 – Demi-finaliste
- 1996 – 4e place
- 1999 – ne participe pas